# Dalabladet
Dalabladet' var en dagstidning utgiven i Falun 3 januari 1906 - 31 december 1917. Tidningens fullständiga titel  var Dalabladet / Nyhets och annonstidning för Kopparbergs län med omnejd.
Tidningen gavs ut eftermiddagar tre dagar i veckan måndag, onsdag och fredag. Tidningen lades ner vid årsskiftet 1917. Tidningen och dess tryckeri såldes till länets Bondeförbund 1918 sedan Aktiebolaget Dalabladet trätt i likvidation. Tidningen fick en efterföljare Dala-Bladet som egentligen var en rekonstruktion av Dalabladet. Tidningen var en av fyra i Falu stad. De övriga i början av 1900-talet var  "Tidning för Falu län och stad"  med bilagan "Dalpilen", "Falukuriren" 
Tidningens förlag hette 1906-1913 Tidnings- och boktryckeriaktiebolaget Engelbrekt Falun, 1913 -1917 Aktiebolaget Dalabladet Falun. Tidningens politiska tendens var inledningsvis moderat till 1913, men svängde efter 1913 åt det frisinnade hållet. 1912-1914 gav tidningen ut en religionsbilaga en gång i månaden.
Ansvarig utgivare  och redaktör på redaktionen i Falun           
| Period                 | Ansvarig utgivare              | Titel        | Period                 | Redaktör               |
| 1905-12-05--1907-04-22 | Klasén, Knut Otto              | redaktören   | 1906-01-03--1907-04-24 | Klasén, Knut           |
| 1907-04-23--1913-01-06 | Hedblom, Erik                  | direktören   | 1907-04-26--1913-11-28 | Hanson, Theodor        |
|                        |                                |              | 1911-10-02--1913-11-28 | Nilsson, P medredaktör |
| 1913-01-07--1916-10-17 | Hanson, Theodor Emanuel        | redaktören   | 1913-12-01--1915-10-15 | Thorén, Carl           |
| 1916-10-18--1917-12-31 | Linderoth, Nils Gustaf Hjalmar | journalisten | 1913-12-01--1914-10-02 | Nordgren, Ax.          |
|                        |                                |              | 1915-09-13--1917-12-31 | Linderoth, Nils        |
|                        |                                |              | 1915-10-18--1917-12-31 | Nilsson, P(etter?)     |

## Tryckning
Tidningen gavs ut i stort tidningsformat hela utgivningstiden. Den trycktes i svart, möjligen något år med tillägg av en färg. Typsnitt var antikva. Sidantalet för tidningen var 4 sidor. 1906, de två första månaderna trycktes tidningen på August Janssons bok- och accidenstryckeri i Falun. Från april 1906 till juni 19013 hette tryckeriet Tidnings- och boktryckeriaktiebolaget Engelbrekt i Falun. 1913-1917 var det Aktiebolaget Dalabladets tryckeri i Falun som tryckte tidningen. Upplagan för tidningen var 3000 ex med ett maximum på 4000. Priset för tidningen var 3 kronor, 3,60 sista året.